# Mosambik-Speikobra

Verbreitungsgebiet der Mosambik-Speikobra

Die Mosambik-Speikobra (Naja mossambica) ist eine Schlange aus Afrika. Sie gehört zur Gattung der Echten Kobras aus der Familie der Giftnattern.

## Beschreibung
Die Schlange ist oberseits grau, oliv oder gelbbraun. Einige oder alle Schuppen haben schwarze Ränder. Auf der Bauchseite ist sie lachsrosa bis gelblich-violett gefärbt. Die Bauchschuppen sind gesprenkelt oder braun bzw. schwarz gesäumt. Die Art wird rund 1 Meter lang. In Durban wurde jedoch auch ein Exemplar von 1,54 Metern Länge gefunden.

## Verbreitung
Sie ist die am häufigsten vorkommende Kobra der afrikanischen Savanne. Das Verbreitungsgebiet umfasst das nordöstliche Südafrika (die Provinzen Limpopo, Mpumalanga, Gauteng, KwaZulu-Natal, und der östliche Teil von Nordwest), ferner die Staaten Eswatini, Mosambik, Botswana, Sambia, Simbabwe, das südöstliche Tansania und die Insel Pemba, das westliche und südliche Angola sowie das nördliche Namibia.

## Lebensweise
Die Ernährung besteht hauptsächlich aus Amphibien, anderen Schlangen, Vögeln, Eiern, kleinen Säugetieren und gelegentlich Insekten.
Das Weibchen legt 10 bis 20 Eier, aus denen 230 bis 250 Millimeter große Junge schlüpfen.

## Giftwirkung
Die Mosambik-Speikobra gilt als eine der gefährlichsten afrikanischen Schlangen. Sie kann sich bis zu zwei Drittel ihrer Körperlänge aufrichten und ihr Gift in Richtung des vermeintlichen Feindes spritzen. Dazu wird es wie bei anderen Speikobras aus den Giftdrüsen ausgepresst und mehrere Meter weit verspritzt. Dabei zielt die Schlange hauptsächlich auf die Augen. Wenn das Gift in die Augen gelangt, kann es temporäre oder dauernde Blindheit verursachen und einen potenziellen Angreifer abhalten, die Speikobra weiter zu verfolgen. Das Gift verursacht nach einem Biss Gewebeschäden. 94 % der Bisse geschehen innerhalb menschlicher Siedlungen, 82 % der Opfer werden im Schlaf gebissen.